# 阿爾塔蒙特 (堪薩斯州)
阿爾塔蒙特（英語：Altamont）是一個位於美國堪薩斯州拉貝特縣的城市。

## 地方資料
根據2020年美國人口普查的數據，阿爾塔蒙特的面積為4.99平方千米，當中陸地面積為4.93平方千米，而水域面積為0.06平方千米。當地共有人口1061人，而人口密度為每平方千米212.63人。